# Mysłakowice
Mysłakowice (niem. Erdmannsdorf-Zillerthal, Zillerthal) – wieś w Polsce położona w województwie dolnośląskim, w powiecie karkonoskim, w gminie Mysłakowice, w Kotlinie Jeleniogórskiej, u podnóża Rudaw Janowickich w Sudetach Zachodnich.
Przez miejscowość przepływa rzeka Łomnica oraz jej dopływy
Jedlica i Głębocka Struga.
W miejscowości jest stacja kolejowa Mysłakowice.

## Historia
W 1366 roku wzmiankowano sołtysa Mysłakowic, zwanego Nitsche.
W 1868 wypoczywał tu Theodor Fontane.
W 1910 miejscowość zamieszkiwało 1316 osób, plus 128 osób w obszarze dworskim oraz 1361 osób w kolonii tyrolskiej Zillertal.
W okresie II wojny światowej w miejscowości znajdowała się filia obozu koncentracyjnego Groß-Rosen.
W roku 1945 wieś została włączona do Polski i przyjęła obecną nazwę. Jej dotychczasowych mieszkańców wysiedlono do Niemiec.
W latach 1954–1956 wieś należała i była siedzibą władz gromady Mysłakowice. W 1957 r. gromadę zniesiono przez nadanie jej statusu osiedla, który zniesiono w reformie administracji w 1973 r. tworząc gminę Mysłakowice. W latach 1975–1998 miejscowość administracyjnie należała do województwa jeleniogórskiego. Miejscowość jest siedzibą władz gminy Mysłakowice.
W miejscowości obchodzone były Dni Tyrolskie nawiązujące do kultury osadników. W maju 2014 otwarto park miniatur, a w 2017 przestała istnieć wystawa sprzętu radiolokacyjnego w północnej części miejscowości.

## Ludność i geografia
Mysłakowice położone są w południowo-zachodniej Polsce, województwie dolnośląskim, w powiecie jeleniogórskim ziemskim. Z geograficznego punktu widzenia leżą u stóp Karkonoszy (najwyższe pasmo Sudetów), w południowo-wschodniej części Kotliny Jeleniogórskiej, w tzw. Obniżeniu Mysłakowic. Powierzchnia to 1286 ha, w tym 727 ha użytków rolnych i 380 ha lasów.
Mysłakowice są największą wsią w Kotlinie Jeleniogórskiej i jedną z największych na Dolnym Śląsku i w Polsce (4511 mieszkańców w III 2011 r.). Jest dużą uprzemysłowioną osadą o nieokreślonym układzie przestrzennym i zabudowie w typie wiejskim i osiedlowym. Wynika to z faktu że Mysłakowice powstały z połączenia kilku osad o różnej przeszłości: właściwych Mysłakowic, które były starą wsią, kolonii Zillertal – osady emigrantów religijnych z Tyrolu, założonej w roku 1838 oraz folwarków i mniejszych wsi, włączanych kolejno w ich obręb.
Wieś leży we wschodniej części Kotliny Jeleniogórskiej, noszącej nazwę Obniżenia Mysłakowic, pomiędzy Wzgórzami Łomnickimi na zachodzie a wliczanymi w obręb Rudaw Janowickich, Wzgórzami Karpnickimi i Mrowcem na wschodzie. Zabudowania Mysłakowic ciągną się wzdłuż rzeki Łomnicy, zajmują też teren pomiędzy nią a płynącą równolegle na wschód Jedlicą. Na północy graniczy bezpośrednio z domami Łomnicy, a na południe i południowy wschód z osiedlami Kostrzycy. Mysłakowice ciągną się około 3,5 km, na wysokości 370–395 m. Znajdują się w rozległej, prawie płaskiej dolinie, zbudowanej z młodopaleozoicznych granitów porfirowatych, pokrytych osadami czwartorzędowymi. Przez wieś prowadzi droga wojewódzka nr 367 z Jeleniej Góry do Kamiennej Góry przez Kowary, do której dochodzi na północnym skraju szosa z Łomnicy do Miłkowa. Od zachodu całą miejscowość omija obwodnica z Jeleniej Góry do Karpacza.

## Nazwa wsi
- Dorf Hertmarsdorf – 1305 r.[9]
- Erthmarsdorf – 1340 r.
- Ertmansdorff – 1390 r.
- Erdmannsdorff – 1726 r.
- Erdmannsdorf – 1765 r.
- Artendorf, Erdmannsdorf – 1786 r.
- Erdmannsdorf und Zillerthal – 1838 r.
- Zillertal-Erdmannsdorf – 1937 r.
- Turońsk, Toruńsk – 1945 r.
- Mysłakowice – 1946 r.

W Polsce jest tylko jedna wieś o nazwie Mysłakowice. Oficjalnie nazwa ta obowiązuje od dnia 16 grudnia 1946, ponieważ z tą datą ukazał się Monitor Polski nr 142, w którym pod pozycją 262 znajduje się rozporządzenie Ministrów: Administracji Publicznej i Ziem Odzyskanych z dnia 12 listopada 1946, o ustaleniu nazw urzędowych miejscowości. Nazwę ustaliła Komisja Ustalania Nazw Miejscowych, działająca w latach 1946–1949. W skład tej komisji wchodziło wielu znanych językoznawców m.in. prof. UJ Witold Taszycki oraz prof. Kazimierz Nitsch z Polskiej Akademii Umiejętności.
Pierwotnie Mysłakowice były malutką wioską i dopiero zainteresowanie tymi terenami marszałka von Gneisenau, a później króla Fryderyka Wilhelma III spowodowało gwałtowny rozwój terytorialny tej miejscowości poprzez włączanie w jej obręb kolejnych osiedli i folwarków oraz osiedla tyrolskiego. Niemiecką nazwę Zillerthal miejscowość zawdzięcza tyrolskim osadnikom z pochodzącym z okolic doliny Zillerthal, którzy osiedlili się tutaj z inicjatywy hrabiny Fryderyki Reden (67 rodzin, 416 osób). Powodem, dla którego wyemigrowali oni z Tyrolu i w 1837 osiedlili się w Mysłakowicach, były prześladowania protestantów za rządów arcybiskupów salzburskich Augustina Grubera (w latach 1832–1835) oraz Friedricha Josefa von Schwarzenberga. 12 stycznia 1837 przyjęto zarządzenie władz Tyrolu nakazujące protestantom konwersję (na co dano 14 dni) lub emigrację. W ten sposób 31 sierpnia 440 wychodźców pod przywództwem Johanna Fleidla (zm. 4 stycznia 1853) opuściło Tyrol i przez Salzburg, Austrię Górną i Czechy 20 września w 4 grupach dotarli oni do pruskiej wówczas Lubawki. Pierwszą zimę wychodźcy spędzili na tymczasowych kwaterach w Kowarach, korzystając z wszechstronnej pomocy hrabiny von Reden. 6 listopada 1838 ukończono budowę pierwszego domu tyrolskiego w Mysłakowicach, a 4 lipca 1839 skończono zasiedlać wszystkie domy należące do Tyrolczyków, którzy otrzymali dla siebie 1640 mórg ziemi. W tym czasie było tu ich już tylko 297 – surowe warunki spowodowały u niektórych decyzję o dalszej emigracji. Dla wychodźców zbudowano 41 domów w średnich Mysłakowicach, 15 budynków w dolnej części wsi, a 10 budynków w Sosnówce – Radziczu (Ober – Zillertal). Nowi mieszkańcy ze swoimi strojami (filcowe kapelusze, krótkie spodnie na szelkach, zdobione kurtki) i zwyczajami (jodłowaniem, niestety szybko zaniechanym) wnieśli sporo kolorytu w życie dotychczasowej społeczności. Ostatnim żyjącym uchodźcą był zmarły w 1922 Johannes Bagg, który ufundował pomnik Johanna Fleidla, odsłonięty 21 września 1890.
Na przestrzeni lat rola, jaką odgrywały Mysłakowice, nazwa, przynależność państwowa i zależność administracyjna ulegała wielokrotnym zmianom.
Wobec tego, że nie była znana słowiańska nazwa wsi, komisja mogła utworzyć nową nazwę, wywodzącą się od jakiegoś polskiego imienia. Mogła też nadać miejscowości nazwę wskrzeszoną, tzn. starą, od dawna nieużywaną nazwę, zupełnie innej, oddalonej wsi. Tą ostatnia metodę przyjęła komisja i nadała nazwę Mysłakowice. Wywodzi się ona od staropolskiego imienia Mysłak. Zapisano je po raz pierwszy w bulli gnieźnieńskiej, w roku 1136 jako – MISLAC. Wieś Mysłaków (gmina Marcinowice) w przekazach źródłowych występuje jako Mislacou (1250 r.), a później Myslacovicz (1253 r.) i od tej staropolskiej nazwy utworzono nazwę Mysłakowice.
Nazwa niemiecka – Hertmarsdorf – Erdmannsdorf znaczyła "wieś Hertmanna, Erdmanna". Hertmann – to człowiek zacięty, srogi, twardy, natomiast Erdmann – to człowiek ziemi, ziemianin. W zapisie nazw niemieckich pojawiają się prawdopodobnie błędy w odczycie rękopisów i zamianie n : r oraz wymiany t, th : d wynikające ze zmian fonetycznych w wymowie niemieckiej. Nazwa drugiej części Mysłakowic – Zillerthal, pierwotnie pochodzenia iliryjskiego, później została zromanizowana i zgermanizowana (Cilarestal – 889 r.; Tilurius, Zilare – X w.). Tyrolczycy nazwali tak nową ziemię na pamiątkę swoich rodzinnych stron – płynącej doliną (das Tal) rzeki Ziller.

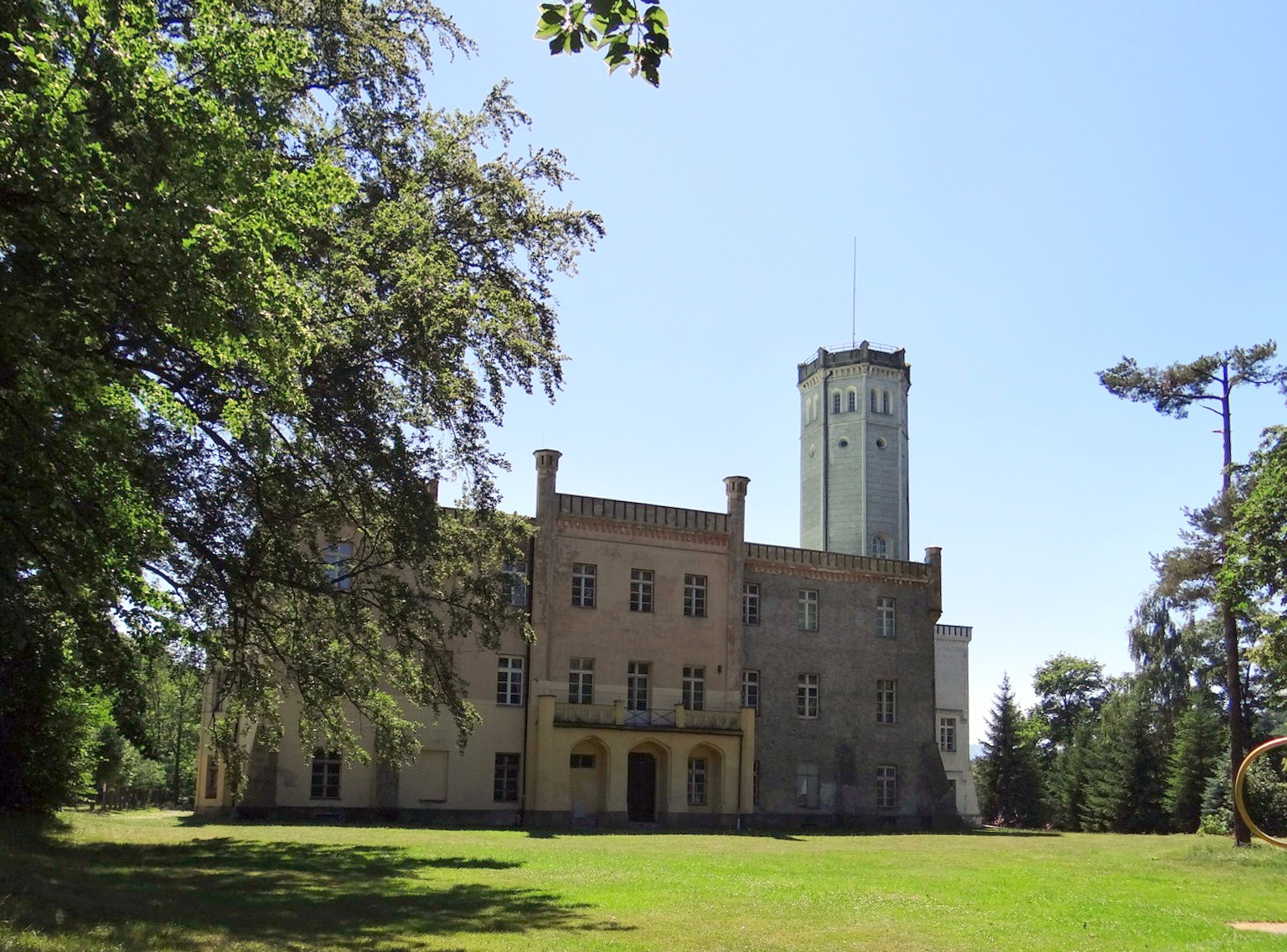
Pałac

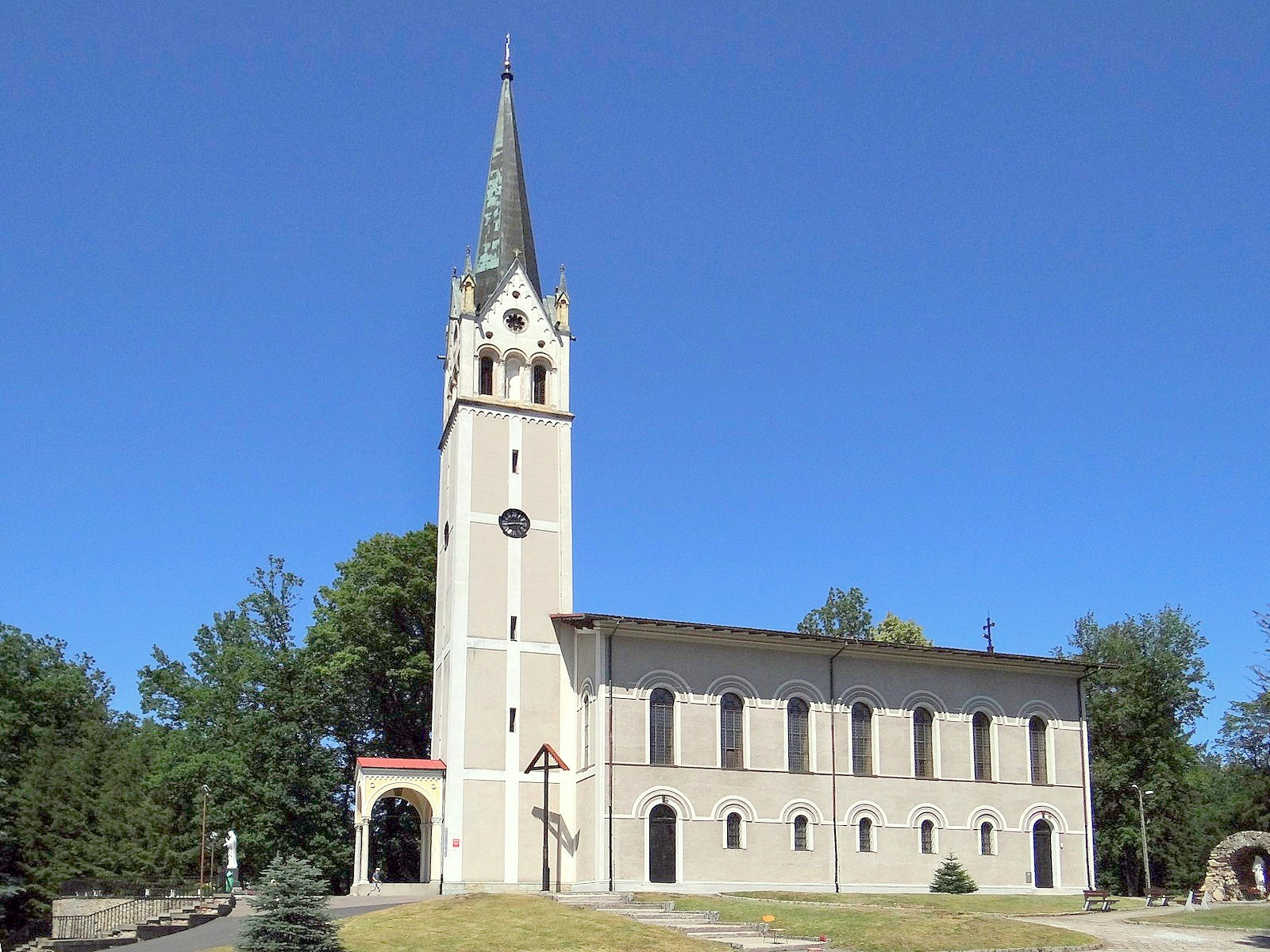
Kościół Najświętszego Serca Pana Jezusa

## Zabytki
Do wojewódzkiego rejestru zabytków wpisane są obiekty:
- zespół pałacowy, z pierwszej połowie XIX w.:
  - pałac Hohenzollernów z końca XVIII wieku
  - park założony w 1838 w stylu angielskim, w nim ozdobna brama z kości wielorybich[12]
- kościół ewangelicki, obecnie świątynia rzymsko-katolicka parafia pw. Najświętszego Serca Pana Jezusa, z lat 1836-1840; jego otwarcie nastąpiło z opóźnieniem spowodowanym katastrofą budowlaną – 8 czerwca 1838 o godz. 6.30 zawaliła się wieża, co spowodowało ofiary śmiertelne i wszczęcie postępowania wyjaśniającego na osobisty rozkaz króla Fryderyka Wilhelma IV, który przybył na miejsce katastrofy. Najcenniejszym elementem tej świątyni są trzony kolumn wspierające daszek nad wejściem do kościoła. Pochodzą one z wykopalisk w Pompejach i są darem króla Neapolu:
- kaplica cmentarna, na cmentarzu komunalnym, końca XIX w.
- mauzoleum rodziny von Ruschweÿ, na cmentarzu komunalnym, z końca XIX w.
- dom, ul. Cmentarna 1, drewniano-murowany, z 1838 r.
- dom, ul. Czerwony Dworek 3, drewniano-murowany, z 1857 r.
- willa „Czerwony Dwór”, ul. Czerwony Dworek 5, drewniany, z 1838 r.
- domy, ul. Czerwony Dworek 8, 13, 14, 15, drewniano-murowane, z 1838 r. (XIX w.)
- domy, ul. Daszyńskiego 5, 6, 7, 8, 9, 10, 11,drewniano-murowane, z 1838 r.
- dom, ul. Starowiejska 14, drewniano-murowany, z 1838 r.
- zespół d. zakładów lniarskich „Orzeł”, ul. Daszyńskiego 16:
  - przędzalnia, z 1844 r., przebudowana w latach 1870-1874
  - tkalnia, z lat 1870-1874
  - siłownia energetyczna, z 1884 r.
  - magazyn, z 1869 r., przebudowany w roku 1910
  - budynek produkcyjno-magazynowy, 1879 r.
  - stacja trafo

inne zabytki:

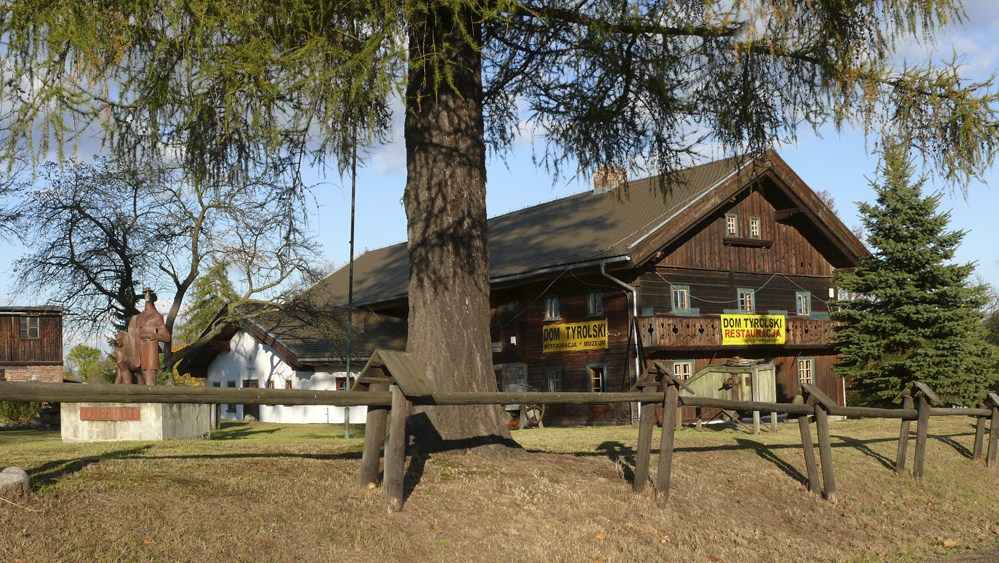
Dom tyrolski

- dom tyrolski, jeden z zachowanych domów osadników tyrolskich. Domów tych jest w Mysłakowicach i okolicy ponad 50. Wybudowane one zostały przez ewangelickich Tyrolczyków, którzy – zmuszeni do opuszczenia ojczyzny – osiedli w Kotlinie Jeleniogórskiej w roku 1837. Po remoncie otwarty we wrześniu 1999.

Na uwagę zasługuje dom należący niegdyś do cieśli Johannesa Lublassera, na którego balkonie widnieje napis w języku niemieckim „Błogosław Boże króla Fryderyka Wilhelma III”.